# Ceratozamia latifolia
Ceratozamia latifolia là một loài thực vật hạt trần trong họ Zamiaceae. Loài này được Miq. mô tả khoa học đầu tiên năm 1848.